# Al-Mazraa
Al-Mazraa (en arabe : المزرعة aussi orthographié al-mazra'a ou al-Mezra ah), également connue comme  Sijn (en arabe : السجن aussi orthographié Es-Sijine, Sijne, Sijni ou Sijin) est un village du sud-est de la Syrie, faisant administrativement partie du gouvernorat  de Soueïda, situé à 12 km (7 miles) au nord-ouest de al-Soueïda. À proximité des localités d'al-Hirak, de Khirbet Ghazaleh et de Da'el à l'ouest et Umm Walad et Bosra au sud. Selon le Bureau central des statistiques syrien, al-Mazraa comptait, en 2004, 2 596 habitants. La ville est aussi le centre administratif de la nahiyah d'al-Mazraa dans le district d'al-Soueïda qui se compose de 12 villages avec une population cumulée de 16 627 personnes.

## Histoire
La ville moderne était autrefois connue sous le nom de "as-Sijn" et un site qui s'appelait "al-Mazraa", qui signifie "la ferme" en arabe, se trouvait à proximité, au sud-est. Une pierre avec une inscription datant de 179/80 CE a été trouvée dans la ville. Bien que les inscriptions datent de l'époque romaine en Syrie, il n'y a pas d'autre indication qui laisserait à penser que la région entourant as-Sijn ait fait partie de la province romaine d'Arabie Petraea. L'historien Glenn Warren Bowerstock suggère même que l'inscription figurait sur pierre en errance, qui était arrivée à as-Sijn depuis un autre endroit, à l'intérieur de la province d'Arabie.
En 1596, le village est apparu sous le nom de "Sijni" dans les registres fiscaux ottomans dans le cadre de la nahiya (sous-district) de Bani Nasiyya dans le qadaa (district) du Hauran. Toute la population, 39 ménages et 11 diplômés était  musulmane. Ils payaient alors une taxe de 20% sur les produits agricoles, y compris le blé, l'orge, les cultures d'été, les chèvres et les ruches. Le montant de la taxe était de 5 500 akçe.
Au milieu du XIXe siècle, al-Mazraa a été décrit par un missionnaire Irlandais Josias Leslie Porter comme un "petit village en ruine ... à côté de laquelle se trouve une grande fontaine." Il était habité par des arabes Ghawr qui campaient sur le site. Porter décrit as-Sijn comme "un petit village Druze situé sur une colline basse, avec quelques maisons anciennes d'une grande solidité."
En 1838, as-Sijn était mentionnée, par les chercheurs et missionnaires américains et Eli Smith et Edward Robinson comme un village mixte composé de musulmans et melkites (catholiques grecs), alors qu'al-Mazraa était un khirba (village inhabité et en ruines). À une certaine période, entre la moitié et la fin du XIXe siècle, les paysans druzes de la région de Jabal (Hauran) s'emparèrent d'as-Sijn et d'autres villages à majorité musulmane et chassèrent leurs habitants. Au cours de la révolte des Druzes contre les Ottomans pour protester contre la conscription dans l'armée turque, le général Ottoman Mustafa Pacha, conduisit son armée à as-Sijn où il affronta les forces d'Ismail al-Atrash, le chef druze. Bien que les hommes d'al-Atrash réussirent à infliger de lourdes pertes aux troupes de Mustafa Pacha, l'armée ottomane réussit à s'emparer de la ville après l'arrivée de renforts. Par conséquent, en octobre 1862, al-Atrash accepta de négocier un accord avec les autorités ottomanes, en vertu duquel il acceptait de collecter les impôts des Druzes et des Bédouins du Hauran au profit des Ottomans en échange de l'exemption de la conscription.
En 1879, des affrontements armés entre les Musulmans de Busra al-Harir et les Druzes de Jabal-Al-Druze du Hauban servirent de prétexte aux musulmans de la plaine du Hauban pour demander aux autorités ottomanes de forcer les Druzes à se retirer de seize villages qu'ils occupaient dans la plaine. Les autorités acceptèrent la demande et, par conséquent, un accord de paix fut conclu entre les musulmans locaux et les Druzes, imposant cette évacuation des villages. Mais finalement les Druzes n'évacuèrent pas les villages au nombre desquels figurait as-Sijn,. En 1888, une importante garnison ottomane s'installa à al-Mazraa afin de contenir les fréquentes révoltes des Druzes et leur imposer unes soumission définitive au gouvernement

### Époque moderne (XXesiècle)
As-Sijn fut détruite par les forces ottomanes commandées par Sami Faruqi Pacha au cours de la révolte druze de 1910. Les Ottomans furent ensuite chassés de Syrie par les Arabes et les forces britanniques en 1918, à la fin de la Première Guerre mondiale. Peu de temps après sa destruction en 1910, le village fut reconstruit et, en 1919, il avait une population estimée à 800 Druzes, 100 Chrétiens et 20 Musulmans.
Al-Mazraa près d'as-Sijn a vu se dérouler la bataille d'al-Mazraa lors de la Grande révolte syrienne contre l'occupation française. Les forces françaises, sous la direction du Général Roger Michaud, se composaient de cinq bataillons d'infanterie, trois escadrons de cavalerie, ainsi que des véhicules blindés et des pièces d'artillerie. Ils furent attaqués, le 2 août 1925, par 500 Druzes et des cavaliers Bédouins, commandés par le sultan Pasha al-Atrash. L'assaut rebelle força l'armée française à battre en retraite et la bataille se transforma en déroute. La victoire d'al-Mazraa marqua un tournant dans le cours de la rébellion, inspirant les nationalistes syriens de la capitale et des différentes régions à rejoindre la révolte druze.
La Syrie obtint son indépendance en 1946. Durant les années 1950, le Parti Baas s'imposa comme une force influente dans la vie politique syrienne, et l'un des membres de son Comité Militaire, le lieutenant-colonel Mazydad al-Hunaydi, est né à as-Sijn. As-Sijn fut ensuite renommée en "al-Mazraa" en l'honneur de la glorieuse bataille de 1925.